# Fusuisaurus zhaoi
Il fusuisauro (Fusuisaurus zhaoi) è un dinosauro erbivoro appartenente ai sauropodi. Visse verso la fine del Cretaceo inferiore (Aptiano/Albiano, circa 110 milioni di anni fa) e i suoi resti fossili sono stati ritrovati in Cina. È considerato uno dei più grandi dinosauri del Cretaceo inferiore.

## Classificazione
Questo dinosauro è noto per uno scheletro molto incompleto, comprendente ilio e pube sinistri, vertebre caudali, alcune costole dorsali e parte del femore sinistro. scoperto nel 2001 nella formazione Napai, nella regione cinese del Guangxi. I resti, benché frammentari, testimoniano l'esistenza di uno dei più grandi sauropodi del Cretaceo inferiore, paragonabile come dimensioni all'americano Sauroposeidon (circa 30 metri di lunghezza). I fossili fanno pensare che questo dinosauro fosse un rappresentante primitivo del gruppo dei titanosauriformi, che comprende la maggior parte dei sauropodi cretacei noti. Il nome deriva dalla contea di Fusui, dove sono stati ritrovati i resti fossili, mentre l'epiteto specifico onora il paleontologo cinese Zhao Xijin.